# Zalew Wiślany
Zalew Wiślany (niem. Frisches Haff, lit. Aistmarės, ros. Калининградский залив Kaliningradskij zaliw) – zalew słonawowodny, zatoka Morza Bałtyckiego o powierzchni 838 km², w tym w granicach Polski 328 km², część Zatoki Gdańskiej odcięta przez Mierzeję Wiślaną. Z resztą zatoki jest połączony Cieśniną Piławską.
Przez Zalew przebiega ukośnie do jego osi podłużnej granica państwowa z Rosją (obwód królewiecki).
Zarówno przed 1933, jak i po 1945 rozpatrywano plany osuszenia Zalewu poprzez system polderów.

## Charakterystyka

### Dane podstawowe

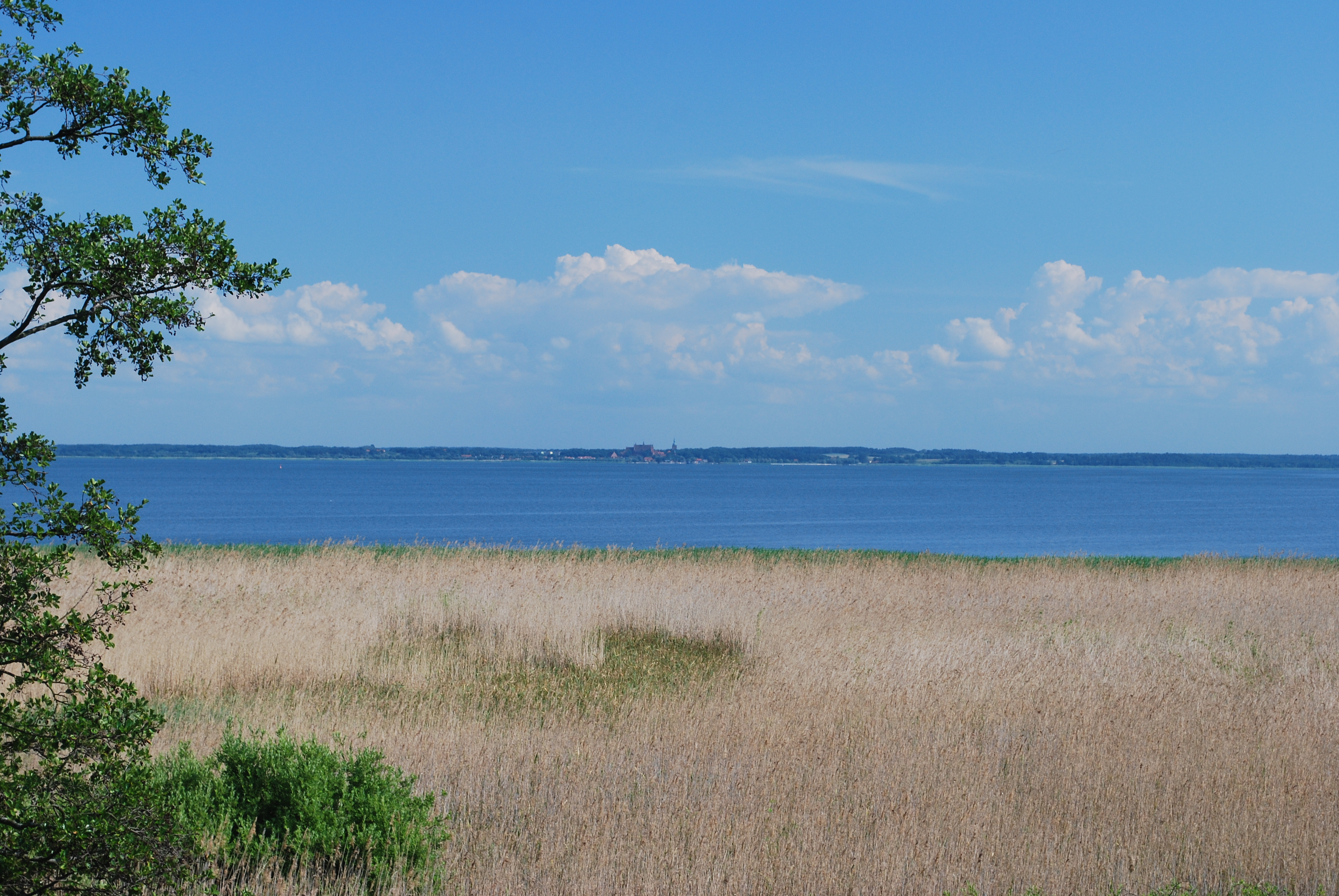
Zalew Wiślany z okolic Piasków na Mierzei Wiślanej, widok w kierunku Fromborka

- Średnia głębokość zalewu wynosi 2,7 m[3]
- Długość zalewu wynosi 90,7 km (w tym na terenie Polski 35,1 km)[3]
- Szerokość od 6,8 do 13 km[3]

Największe rzeki wpływające do zalewu: Pregoła, Pasłęka, Elbląg, Nogat, Szkarpawa i Świeża.
Linia brzegowa zalewu jest słabo rozwinięta, z wyjątkiem hydrograficznie wyodrębnionych dwóch największych zatok: Rybackiej (na północy) i Elbląskiej (na południu) oraz Półwyspu Bałgijskiego. Poza przybrzeżnymi i sztucznymi (jak Wyspa Nowakowska, Piławski Ostrów, wyspy Zatoki Elbląskiej, Wyspa Estyjska) na zalewie nie ma wysp.
Zalew Wiślany łączy się z Morzem Bałtyckim wąskim kanałem usytuowanym w rosyjskiej części akwenu (Cieśnina Piławska), przez który w czasie silnych sztormów następują wlewy wód morskich. Zasolenie wód zalewu jest w związku z tym wyższe niż w klasycznym zbiorniku słodkowodnym, przy czym jest on nierównomiernie zasolony. Stopień zasolenia maleje wraz z odległością od Bałtyjska, położonego w bezpośrednim sąsiedztwie Cieśniny Piławskiej: w rejonie cieśniny wynosi średnio 5,5 promili, natomiast koło Krynicy Morskiej – około 2,2 promili.
Zalew Wiślany charakteryzuje się bardzo szybkimi zmianami poziomu wody, dochodzącymi do 1,5 m w ciągu doby, powodowanymi wiatrami. Przy brzegach ciągną się rozległe pasy szuwarów, osiągające szerokość setek metrów.

## Przyroda ożywiona
Najważniejsze obszary lęgowe ptaków (m.in. hełmiatka, ohar i czapla siwa) znajdują się w Zatoce Elbląskiej i w rejonie ujścia Pasłęki.
Zalew Wiślany jest jednym z ważniejszych obszarów rozrodczych śledzia w Bałtyku Południowym. Rozród śledzia w Zalewie Wiślanym odbywa się od marca do maja, z największą intensywnością w okolicach kwietnia. Początek rozrodu uzależniony jest od temperatury wody oraz stopnia zalodzenia zalewu. Śledzie wpływają na tarło wczesną wiosną, gdy woda ma temperaturę ok. 6–8 °C. Koniec tarła następuje przy temperaturze wody ok. 12 °C. Po złożeniu ikry, śledzie opuszczają zalew i odpływają na żerowiska. Zagrożeniem dla obszarów rozrodczych może być aktywność człowieka powodująca: 1) bezpośrednie niszczenie dna, które jest miejscem tarliska, 2) zanieczyszczenie wody do poziomu powodującego zwiększenie śmiertelności ikry oraz larw śledzia, 3) wzrost eutrofizacji, powodujący zmniejszanie zawartości tlenu w wodzie oraz zmianę charakteru dna z piaszczystego na muliste oraz zanik roślinności.
Ze względu na wysokie walory przyrodnicze polska część Zalewu Wiślanego została objęta obszarami Natura 2000: PLH280007 (Zalew Wiślany i Mierzeja Wiślana – obszar siedliskowy) i PLB280010 (Zalew Wiślany – obszar ptasi).

## Nazwy
Najwcześniejsza wersja nazwy Zalewu Wiślanego została zanotowana w IX wieku i znana jest z przekazu anglosaskiego żeglarza Wulfstana, który około roku 890 odbył podróż morską z Półwyspu Jutlandzkiego do Truso położonego w rejonie ujścia Wisły. Wersja podana przez Wulfstana w formie Estmere jest najprawdopodobniej tłumaczeniem staropruskiej nazwy tego akwenu, która brzmiała *Aīstinmari (stąd współczesna nazwa litewska – Aistmarės). Nazwa staropruska składała się z wyrazów *Aistei – Estowie i mari – zalew, czyli ‘Zalew Estów, Zalew Estyjski’. Estami nazywano w źródłach antycznych i wczesnośredniowiecznych plemiona zachodnio-bałtyjskie zwane później (od IX wieku) Prusami. Poczynając od pierwszej połowy XIII wieku, nazwa zalewu zaczyna pojawiać się w dokumentach wystawianych przez zakon krzyżacki. W wersji łacińskiej brzmiała ona Mare Recens w roku 1246, czyli ‘Zalew Świeży’ (w znaczeniu słodkowodny) w przeciwieństwie do występującej w tychże dokumentach nazwy Bałtyku – Mare Salsum, czyli ‘Morze Słone’. Zapis z roku 1251 mówi o Mare Recens et Neriam (Neria – ówczesna, zlatynizowana nazwa Mierzei Wiślanej) a zapis z roku 1288 o Recenti Mari Hab (Haff), z której utworzono późniejszą niemiecką nazwę zalewu Frisches Haff. W dokumentach krzyżackich jeszcze w połowie XIV wieku stosowano również nazwę Vrychschen Mere, będącą połączeniem wyrazów niemieckiego i łacińskiego lub staropruskiego. Polską nazwą zalewu była Zatoka Świeża. W 1903 r. Zygmunt Gloger używał nazwy Fryszchaf, co jest spolszczoną wersją nazwy niemieckiej. Stosowano także nazwę Zatoka Fryska.
Na mapie Wojskowego Instytutu Geograficznego z 1934 roku przedstawiono Zalew Fryski albo Wiślany. Ostatecznie nazwę Zalew Wiślany wprowadzono urzędowo zarządzeniem w 1950 roku, zastępując niemiecką nazwę zbiornika – Frisches Haff.
W NRD znany był jako Weichselhaff.
Część północno-wschodnia Zalewu Wiślanego, między Cieśniną Pilawską a ujściem Pregoły, nazywana jest Zatoką Kaliningradzką.

## Miejscowości i kąpieliska nad Zalewem Wiślanym
| Polskie: - Frombork - Kąty Rybackie - Krynica Morska - Tolkmicko - Kadyny - Suchacz - Stara Pasłęka | Rosyjskie: - Bałtyjsk (Piława) - Królewiec - Primorsk (Rybaki) - Rybaczij - Swietłyj (Buda) - Narmeln Polski - Ładuszkin - Uszakowo |